# Eberhard Koch
Eberhard Karl Joseph Koch (* 16. April 1892 in Neviges; † 13. Februar 1955 in Bad Nauheim) war ein deutscher Physiologe und Hochschullehrer.

## Leben
Koch absolvierte nach der Reifeprüfung ab 1910 ein Medizinstudium an den Universitäten Kiel, München und Bonn. Bei Ausbruch des Ersten Weltkrieges meldete er sich als Kriegsfreiwilliger zur Armee und war als Truppenarzt an der Westfront eingesetzt. Sein Studium konnte er noch im Krieg mittels Notkursen und eingeschobenen Semestern abschließen und wurde im November 1918 an der Universität Bonn zum Dr. med. promoviert. Nach der klinischen Ausbildung war er ab 1919 Assistent von Heinrich Ewald Hering am Physiologischen Institut der Universität zu Köln, wo auch Bruno Kisch als Assistent tätig war. Koch habilitierte sich 1923 in Köln für normale und pathologische Physiologie und wirkte dort zunächst als Privatdozent. Unterbrochen von einer zweijährigen Pflichtassistenz bei Friedrich Moritz an der Medizinischen Universitätsklinik Köln und Lehraufenthalten an den Physiologischen Instituten der Universitäten Leiden und Prag blieb er langjährig am Kölner Physiologischen Institut, wo er seit April 1929 als außerordentlicher Professor mit einem Lehrauftrag für Sportphysiologie wirkte. Seine Untersuchungen betrafen insbesondere die Herz- und Kreislaufforschung.
Ab Oktober 1930 war er am Kerckhoff-Institut in Bad Nauheim beschäftigt, wo er ab 1931 der Abteilung für experimentelle Pathologie vorstand. Im Juli 1931 ließ er sich an die Universität Gießen umhabilitieren. Zu Beginn der Zeit des Nationalsozialismus übernahm er nach der Emigration des Institutsleiters und – gründers Franz Maximilian Groedel im Oktober 1933 die kommissarische Leitung des Kerckhoff-Instituts.
Bei der Deutschen Gesellschaft für Kardiologie – Herz und Kreislaufforschung war er ab Oktober 1933 Schriftführer und ab 1934 Vorsitzender. Beide Ämter dieser medizinischen Gesellschaft bekleidete er bis 1948.
Im Sommersemester 1935 führte er einen Lehrauftrag für Luftfahrtmedizin an der Universität Frankfurt am Main durch und wurde im Oktober 1935 zum Stabsarzt der Reserve befördert. Am Kerckhoff-Institut übernahm er die Leitung der dort eingerichteten Fliegeruntersuchungsstelle, wo Unterdruck- und Sauerstoffversuche durchgeführt wurden. Einer seiner Assistenten dort war Franz Palme.
Am 6. September 1937 beantragte er die Aufnahme in die NSDAP und wurde rückwirkend zum 1. Mai desselben Jahres aufgenommen (Mitgliedsnummer 5.222.586). Er war auch Mitglied des NS-Ärztebundes und gehörte zeitweise der Motor-SA an.
Im Oktober 1939 wurde er als Nachfolger von Karl Bürker auf den Lehrstuhl für Physiologie der Universität Gießen berufen und wirkte zusätzlich weiterhin als Direktor des Kerckhoff-Instituts. Politisch während der Weimarer Republik nicht hervorgetreten wurde ihm im Rahmen der Berufung attestiert „heute […] durchaus zuverlässig“ zu sein. Während des Zweiten Weltkrieges wurde er zeitweise als Oberstabsarzt nach Wien abkommandiert. Am Physiologischen Institut der Universität Gießen betrieb er unverdächtige Forschungen an die mittlerweile dorthin verlegte Fliegeruntersuchungsstelle. Seine Forschungsprojekte lauteten „Verbesserung des Sehens durch Kontrastverstärkung“ und „Die Prüfung des Raumsehens unter Verwendung von Stereoprojektion“.
Nach Kriegsende wurde er am 13. Mai 1946 politisch bedingt aus dem Hochschulamt entlassen. Ihm wurde sein akademischer Titel entzogen und er war danach noch als Assistent an der medizinischen und Nervenklinik Gießen tätig. Kurz darauf wurde er auch vom Direktorenamt am Kerckhoff-Institut entbunden. Nach einem Spruchkammerverfahren in Friedberg wurde er als Mitläufer entnazifiziert. Koch versuchte die folgenden Jahre Rentenansprüche geltend zu machen und sich zu rehabilitieren. Er starb 1955 an progressiven Lähmungen.
Laut dem Physiologen Rudolf Thauer hat Koch, „angeregt durch die Entdeckung der Carotis-sinus-Nerven durch seinen Lehrer Hering, sein Leben vor allem der Erforschung der Reflektorischen Selbststeuerung des Kreislaufs gewidmet, hat aber darüber hinaus wesentliche Beiträge auf dem Gebiete der Elektrokardiographie und Luftfahrtphysiologie geliefert“.